# Jaderná elektrárna Three Mile Island
Jaderná elektrárna Three Mile Island (anglicky Three Mile Island Nuclear Generating Station) je uzavřená jaderná elektrárna ve Spojených státech. Nachází se poblíž města Harrisburg ve státě Pensylvánie. Leží na stejnojmenném ostrově na řece Susquehanna. Vlastníkem elektrárny je Constellation Energy (1. blok) a EnergySolutions (2. blok). Elektrárna se stala nechvalně známou v roce 1979 kvůli vážné havárii v bloku č. 2, která zahrnovala roztavení aktivní zóny.

## Historie a technické informace

### Počátky
Povolení k výstavbě elektrárny bylo společnosti Metropolitan Edison, tehdejšímu vlastníkovi elektrárny, 16. dubna 1968 bez námitek. Původně byl plánován jeden tlakovodní reaktor, ale později byl přidán do plánu druhý. Tento druhý reaktor byl původně zvažován pro elektrárnu Oyster Creek, ale na místě se vyskytly určité problémy a proto bylo rozhodnuto místo toho reaktor postavit v Three Mile Islandu. Three Mile Island byl původně zvažován pro větší počet reaktorů, ale byly postaveny pouze dva.
Projekt ukázal, že geologické podmínky pro druhý reaktor byly uspokojivé. Jako dodavatel reaktorů byla zvolena firma Babcock & Wilcox. I když je model reaktoru stejný, jejich budovy se liší, protože nejadernou část elektrárny navrhly rozdílné společnosti a Babcock & Wilcox byl pouhým dodavatelem komponent a projektantem jaderné části elektrárny. Problémem však bylo, že druhý blok, který měl stát v Oyster Creek a jehož projekt se nezměnil, byl plánován pro chlazení slanou vodou (řeka Susqehanna je však sladkovodní), což ale nakonec bylo schváleno, jelikož sladká voda neměla způsobovat problémy.

### Výstavba
Výstavba prvního bloku začala 18. května 1968, druhého reaktoru následovalo 1. listopadu 1969. Náklady na 1. blok byly odhadnuty na 110 milionů dolarů a na 2. blok na 190 milionů dolarů. Náklady na 1. blok se kvůli 41měsíčnímu zpoždění výstavby zvýšily na celkem 410 milionů dolarů. U 2. bloku činilo zpoždění výstavby 62 měsíců s náklady 510 milionů dolarů. Hlavním důvodem zpoždění u obou bloků bylo zmrazení výstavby, ke kterému opakovaně docházelo kvůli nedostatku finančních zdrojů společnosti Metropolitan Edison. Kromě toho se během výstavby reaktorových systémů, zejména u druhého reaktoru, vyskytly technické problémy, které bylo nutné nejprve vyřešit. Odborníci včas varovali před někdy nevypočitatelnými důsledky těchto změn. Několikaleté zpoždění stavby druhého bloku také bylo způsobeno tím, že druhý blok byl do plánování přidán (přesunut z Oyster Creek) příliš pozdě, a tak se vyskytovaly projektové problémy.
Když byla v roce 1969 provedeny revize plánů pro blok, byly vyjádřeny obavy ohledně návrhu některých bezpečnostních komponent. Mnoho komponent mohlo částečně nebo úplně selhat i v případě nejjednodušších incidentů. Bylo naléháno na provozovatele, aby chyby během výstavby opravil, ale toto varování bylo ignorováno.

### Uvedení do provozu
První reaktor byl poprvé synchronizován s elektrickou sítí 19. června 1974 a provozovateli byl předán 2. září 1974. Druhý blok byl poprvé synchronizován se sítí 21. dubna 1978. Během zkušebního provozu se stále více ukazovalo, že některé ventily druhého bloku nefungují správně a částečně netěsní. Podobné problémy byly hlášeny již dříve v jiných elektrárnách. Reaktor byl nicméně schválen pro provoz dne 30. prosince 1978.

### Havárie a vyřazení z provozu
Problémy na druhém bloku ale přetrvávaly. Kvůli tomu došlo 28. března 1979 kolem 4:00 ráno došlo k několika incidentům, které vedly k poruše sekundárního okruhu. Havarijní systém napájecí vody měl normálně zajišťovat chlazení reaktoru, ale z neznámých důvodů k tomu nedošlo. To vedlo k odstavení turbíny a reaktoru. Následoval nárůst tlaku v primárním okruhu, což vedlo k zaplavení kompenzátoru objemu. Tlakový ventil kompenzátoru objemu se otevřel, aby uvolnil tlak nahromaděný v primárním okruhu. To způsobilo odvětrání páry do nádrže umístěné v kontejnmentu. Ventil však nebylo možné znovu zavřít, čehož si personál nebyl vědom a domníval se, že ventil byl uzavřen. Předzvěstí havárie bylo, že již v roce 1978 ventil nebylo možné jednou zavřít, ale tento problém byl ignorován. Tlak v primárním okruhu klesl natolik, že se automaticky spustilo havarijní chladicí čerpadlo. Toto čerpadlo však bylo operátory vypnuto, protože ovládací panel indikoval, že kompenzátor objemu je plný, což vedlo k nesprávnému závěru, že primární okruh musí být také plný a nechtěli, aby došlo k přeplnění kompenzátoru objemu. V primárním okruhu však chyběl tzv. senzor hladiny, který by tuto hodnotu indikoval, ale tehdejší normy jej nevyžadovaly instalovat, jelikož za normálního provozu je voda v tlakové nádobě reaktoru až po okraj. Ventil zůstal otevřený bez toho, aby došlo k doplnění vody, což způsobilo, že hladina chladicí vody v tlakové nádobě a aktivní zóně klesla a téměř dvě hodiny docházelo k pomalému tavení aktivní zóny, aniž by si toho operátoři všimli. Po této době byl však problém identifikován a bylo aktivováno havarijní chlazení.
Po přibližně 10 hodinách došlo v kontejnmentu k výbuchu vodíku. Ačkoli kontejnment zůstal utěsněn, ten stejný ventil se předtím řádně neuzavřel, což umožnilo kontaminované vodě se dostat do budovy pomocných zařízení. Po odplynění některé radioaktivní plyny nebyly filtry zachyceny. Podle oficiálních informací však byl únik do životního prostředí relativně nízký. Havárie neměla žádné oběti.
Byť to bylo původně plánováno, havarovaný reaktor nebyl nikdy opraven a v roce 1990 došlo k odebrání provozní licence. První blok byl modernizován a fungoval bez problémů až do 20. září 2019, kdy byl vyřazen z provozu.
Dne 22. ledna 2010 představitelé NRC oznámili, že elektrický generátor z poškozeného reaktoru druhého bloku jaderné elektrárny bude použit v jaderné elektrárně Shearon Harris v New Hill v Severní Karolíně. Generátor byl přepravován ve dvou částech o celkové hmotnosti 670 tun. Byl zrekonstruován a instalován během odstávky z důvodu výměny paliva v jaderné elektrárně Shearon Harris v listopadu 2010.

### Obnovení provozu
Dne 20. září 2024 společnost Constellation Energy s odvoláním na obnovenou poptávku po bezuhlíkové elektřině vyrobené z jaderných zdrojů oznámila plány na znovuotevření prvního bloku jaderné elektrárny Three Mile Island v roce 2028. Blok bude přejmenován na Christopher M. Crane Clean Energy Center na počest bývalého generálního ředitele společnosti Exelon Corporation Chrise Cranea. Crane, který zahájil svou kariéru v jaderné energetice jako operátor reaktoru ve společnosti ComEd, odešel z Exelonu v prosinci 2022 do důchodu a zemřel 13. dubna 2024.
V rámci tohoto plánu uzavřela společnost Microsoft smlouvu na nákup energie z tohoto zařízení po jeho obnovení provozu po dobu 20 let s cílem podpořit energetickou náročnost svých rozšiřujících se datových center s umělou inteligencí. Společnost Constellation Energy investuje 1,6 miliardy dolarů do modernizace elektrárny poté, co restart schválí NRC.
Když byla elektrárna v roce 2019 odstavena, byly do bezpečnostních nádrží na naftu vyvrtány díry a nádrže byly vyplněny betonem, aby se vyloučily možné úniky do životního prostředí. Z transformátorů byl vypuštěn olej a poté byly sešrotovány, protože společnost Exelon viděla malou šanci na znovuotevření. Náhradní transformátory pro znovuotevření elektrárny proto v roce 2025 stály 100 milionů dolarů. Parogenerátory byly během vyřazování z provozu vypuštěny a vystaveny vzduchu, ale během inspekcí v roce 2025 bylo zjištěno, že jsou v dobrém stavu. Během inspekcí společnost Constellation nenašla žádné součásti, které by vyžadovaly tolik času na opravu, aby bylo nutné odložit plánované otevření po roce 2028.

## Informace o reaktorech
| Reaktor             | Typ reaktoru | Výkon  | Výkon  | Zahájení výstavby | Připojení k síti | Uvedení do provozu | Uzavření     |
| Reaktor             | Typ reaktoru | Čistý  | Hrubý  | Zahájení výstavby | Připojení k síti | Uvedení do provozu | Uzavření     |
| ------------------- | ------------ | ------ | ------ | ----------------- | ---------------- | ------------------ | ------------ |
| Three Mile Island-1 | B&W-177      | 819 MW | 880 MW | 18. 5. 1968       | 19. 6. 1974      | 2. 9. 1974         | 20. 9. 2019  |
| Three Mile Island-2 | B&W-177      | 880 MW | 959 MW | 1. 11. 1969       | 21. 4. 1978      | 30. 12. 1978       | 28. 11. 1979 |